# Seznam nosilcev spominskega znaka Otovec
Seznam nosilcev spominskega znaka Otovec.

## Seznam
(datum podelitve - št. znaka - ime)
- neznano - 1 - Martin Ilenič
- neznano - 2 - Marko Veselič
- neznano - 3 - Božo Kure
- neznano - 4 - Andrej Šterk
- neznano - 5 - Stanislav Dražumerič
- neznano - 6 - Janez Gregorič
- neznano - 7 - Janez Modrinjak
- neznano - 8 - Marjan Mržljak
- neznano - 9 - Franc Gosenar
- neznano - 10 - Roman Bahor
- neznano - 11 - Marjan Žagar
- neznano - 12 - Marjan Babič
- neznano - 13 - Stanislav Vlahovič
- neznano - 14 - Dušan Šterk
- neznano - 15 - Tomaž Burazer
- neznano - 16 - Iztok Muller
- neznano - 17 - Boris Butala
- neznano - 18 - Lojze Cvetkovič
- neznano - 19 - Anton Perušič
- neznano - 20 - Roman Nagode
- neznano - 21 - Tomaž Lozar
- neznano - 22 - Marko Barič
- neznano - 23 - Jože Čurk
- neznano - 24 - Stanislav Žlak
- neznano - 25 - Jože Ivanušič
- neznano - 26 - Branko Adlešič
- neznano - 27 - Sandi Topuzovič
- neznano - 28 - Srečko Kandžič
- neznano - 29 - Pavel Štefančič
- neznano - 30 - Robert Majerle
- neznano - 31 - Martin Butala
- neznano - 32 - Dušan Modrinjak